# Michael Dokes
Michael Dokes est un boxeur américain né le 10 août 1958 à Akron (Ohio) et mort dans la même ville le 11 août 2012.

## Carrière

### Carrière amateur
Michael Dokes remporte une médaille de bronze aux Boxe aux Jeux panaméricains de 1975, devient champion des États-Unis la même année et vainqueur des Golden Gloves en 1976 dans la catégorie poids lourds.

### Débuts professionnels
Il passe professionnel en 1976, à 18 ans, gagnant son premier combat le 15 octobre de cette même année. 3 ans plus tard, après 14 victoires consécutives, son premier test est contre Jimmy Young, qu'il bat par décision unanime des juges le 28 septembre 1979. En 1980, il affronte d'autres boxeurs bien classés : Le champion d'Europe Lucien Rodriguez qu'il bat par décision unanime. Le 19 avril 1980, il fait match nul contre Ossie Ocasio, mais lors du combat revanche, le 28 juin, il bat ce dernier par KO technique au 1re round. Il clôt l'année en battant Tom Fischer par KO au 7e round.
Il remporte 4 nouvelles victoires en 1981, battant notamment le challenger mondial Randall Cobb par décision majoritaire, ou le champion d'Europe John L Gardner. Début 1982, il remporte le titre nord-américain NABF en battant Lynn Ball par KO technique en 1 round. Classé N°2 par la WBC et N°3 par la WBA, il défend victorieusement son titre avant d'obtenir sa première chance mondiale.

### Champion du monde
Le 10 décembre 1982, il fait face au champion Mike Weaver. Dokes l'envoie à terre dans les premiers instants du combat. Weaver se relève, l'arbitre hésite à le relancer mais l'autorise finalement. A nouveau touché mais sans avoir l'air au bord de la rupture, l'arbitre l'arrête, après 1 minute et 3 secondes de combat seulement, Dokes devient champion du monde. Sous les huées du public, c'est la mêlée sur le ring. Certains observateurs penseront que l'arbitre, Joey Curtis, a fait preuve d'un excès de prudence en raison de la mort récente du poids léger Deuk-Koo Kim sur le ring. Joey Curtis dira en interview juste après le match que le regard dans le vague de Weaver l'a convaincu qu'il n'était plus lucide.
La WBA ordonne un combat revanche, qui se tient le 20 mai 1983. Weaver a pris du muscle pour l'occasion. La rencontre est très violente et se terminera par un match nul n'ayant pas convaincu le public et beaucoup de journalistes. Dokes conserve sa ceinture.

### Perte du titre
Michael Dokes réalise sa 2e défense de titre le 23 septembre 1983 face à Gerrie Coetzee. Dokes est donné favori, mais Coetzee le détrône par KO à la 10e reprise. Cette première défaite de Dokes est nommée surprise de l'année par Ring Magazine.
Il remporte par la suite 3 victoires de rang, gagnant le titre continental américain WBC en gagnant une nouvelle fois contre Randall Cobb le 15 mars 1985, mais ne combat pas en 1986.

### Premier retour
Il remonte sur le ring le 17 décembre 1987 et enchaine les victoires, remportant une nouvelle fois le titre continental américain WBC en battant James Pritchard par KO technique au 7e round, arrêté par l'arbitre après que Dokes l'ait acculé dans les cordes, le frappant sans réplique de la part de Pritchard . 
Après 7 victoires de rang en 1988, il affronte l'ancien champion du monde unifié des poids lourds-légers qui réalise son 3e combat en poids lourds, Evander Holyfield. Après 9 rounds, Holyfield est en tête sur les cartes des juges avec plusieurs points d'avance, et à la 10e reprise, sévèrement touché, Dokes est arrêté par l'arbitre à l'issue d'un combat que Ring Magazine nommera l'un des meilleurs des années 1980.
Après deux nouvelles victoires, il a l'occasion de remporter le titre Inter-Continental WBA le 13 novembre 1989  contre Lionel Washington. En surpoids, il réalise un match critiqué par son propre entraineur, est envoyé à terre au 7e round, avant de gagner par KO à la reprise suivante. Après avoir défendu victorieusement sa ceinture, il est opposé à Donovan Ruddock le 4 avril 1990, dans un combat serré jusqu'à la 4e reprise où Dokes va à terre, et, sérieusement touché, est arrêté par l'arbitre.

### Deuxième retour
Après un an et demi sans combattre, il remonte sur le ring en novembre 1991. Après plusieurs victoires contre des boxeurs inconnus, il bat Jesse Ferguson par décision unanime le 28 juillet 1992, et Jose Ribalta le 6 octobre de la même année. Il est classé 8e par la WBA et 11e par l'IBF lorsque le champion du monde Riddick Bowe lui accorde un match pour le titre le 6 février 1993. Dokes va à terre au milieu du premier round, puis, touché par de nombreux crochets de Bowe, est arrêté par l'arbitre après 2 minutes 19 de combat.

### Dernier retour
Il remonte sur le ring en fin d'année 1995. Après trois victoires contre des boxeurs inconnus, il est battu deux fois et met un terme à sa carrière en 1997 sur un bilan de 53 victoires, 6 défaites et 2 matchs nuls.
Il meurt le 11 août 2012 d'un cancer, à l'âge de 54 ans.